# Joseph Cinqué
Joseph Cinqué (c. 1814 – c. 1879), antes conocido con el nombre de Sengbe Pieh, era un hombre africano del pueblo mendé que encabezó una revuelta de esclavos en el barco de esclavos español La Amistad en 1839. Después de que el barco fue detenido por la Guardia Costera de los Estados Unidos, Cinqué y sus compañeros esclavos fueron finalmente juzgados por matar a los oficiales en el barco, en un caso conocido como United States v. The Amistad. Este caso llegó a la Corte Suprema de Estados Unidos, donde Cinqué y sus compañeros fueron declarados inocentes al considerarse que sus acciones fueron una forma legítima para liberarse de sus captores, traficantes ilegales de esclavos. Una donación de dinero organizada en Estados Unidos permitió el retorno del grupo a África.

## Biografía
Cinqué nació aproximadamente en 1814 en lo que hoy es actualmente Sierra Leona. Se desconoce su fecha exacta de nacimiento. Fue un agricultor de arroz, casado, con tres hijos, cuando fue capturado ilegalmente para ser vendido como esclavo en 1839 a comerciantes de esclavos portugueses, y encarcelado en la nave de esclavos portuguesa Tecora, en violación de los tratados que prohibían el comercio internacional de esclavos. Cinqué fue llevado a Cuba, donde fue vendido con otros ciento diez a los españoles José Ruiz y Pedro Montes.
Los españoles transportaban a los cautivos en la goleta La Amistad, con la intención de venderlos como esclavos en Cuba para trabajar en las plantaciones de azúcar. El 2 de julio de 1839, Cinqué dirigió una revuelta, matando al capitán y el cocinero de la nave; dos esclavos también murieron, y dos marinos escaparon. Los africanos tomaron prisioneros a Ruiz y a Montez, los comerciantes que habían hecho la compra, y exigieron que dirijieran la nave de nuevo a Sierra Leona. En cambio, en la noche, dirigieron el navío en dirección opuesta, hacia las Américas, con la esperanza de atraer la atención de uno de sus compañeros españoles que quisiera salvar su nave y recuperar el control. Sin embargo, el barco oscilaba entre las costas de los Estados Unidos y África. Después de cerca de dos meses, La Amistad alcanzó las costas estadounidenses cerca de Long Island. La tripulación del USS Washington inspeccionó el buque y cuando descubrieron lo que había sucedido (de acuerdo con los españoles), los africanos fueron acusados de motín y asesinato, y los llevaron a New Haven, Connecticut, en espera de juicio .
Los dos españoles afirmaron que los africanos ya eran esclavos en Cuba en el momento de su compra y, por tanto, eran propiedad legal. Los intérpretes de mendé a inglés permitieron a los africanos contar su historia a los abogados y el tribunal. Cinqué sirvió como representante informal del grupo.
Después de que el caso se resolviese a favor de los africanos en los tribunales de distrito y de circuito, el caso fue apelado ante la Tribunal Supremo de los Estados Unidos. En marzo de 1840, el Tribunal Supremo dictaminó que los africanos se habían amotinado para recuperar su libertad después de haber sido secuestrados y vendidos ilegalmente. La defensa del ex Presidente de los Estados Unidos John Quincy Adams, junto con la del abogado Roger Sherman Baldwin, fue fundamental para la defensa de los africanos. El tribunal ordenó que los africanos fueran liberados y devueltos a África, si así lo deseaban. Esta decisión estaba en contra de las protestas del presidente Martin Van Buren, que se preocupaba por las relaciones con España y las implicaciones por la esclavitud doméstica.
Cinqué y los otros africanos llegaron a su tierra natal en 1842. En Sierra Leona, Cinqué se encontró a su país en una guerra civil. Él y su grupo se mantuvieron en contacto con una misión cristiana local por un tiempo, pero luego dejó la zona para sobrevivir como comerciante a lo largo de la costa oeste africana. Poco se sabe de su vida posterior, por lo que con los años comenzaron a circular rumores. Algunos sostenían que se había trasladado a Jamaica. El autor del siglo XX William A. Owens declaró haber visto cartas de la American Missionary Association (AMA) señalando que Cinqué se había convertido él mismo en un comerciante de esclavos. La mayoría de los historiadores coinciden en que estas alegaciones son falsas, pues aunque algunos de los africanos asociados con La Amistad puede que se hayan involucrado en la trata de esclavos a su regreso, dada la naturaleza de la economía regional en ese momento, las acusaciones de la participación de Cinqué parecen inverosímiles en vista de la falta de evidencia. Un Cinqué moribundo se dijo que había regresado a la misión, donde solicitó y recibió cristiana sepultura en 1879.